# Versió internacional
En l'àmbit dels videojocs, una versió internacional és una versió relocalitzada d'un videojoc prèviament llançat al seu territori nadiu que adopta característiques i continguts addicionals en els seus llançaments estrangers. Si bé el concepte de "versions internacionals" és pràcticament inexistent en els jocs d'Amèrica del Nord, Europa i Austràlia, és molt popular en els jocs japonesos, sent comú que els desenvolupadors atorguin característiques addicionals als jocs quan són exportats al mercat occidental.
Alguns desenvolupadors, si no la majoria, s'acontenten amb simplement adaptar la versió estrangera a una versió nativa (fins i tot si l'única diferència és relativament superficial, com traduir els textos i les veus a un idioma local).

## Història
La primera versió internacional coneguda d'un joc del Japó va ser l'arcade Mikie: High School Graffiti (llançat el 1984), el qual era una versió relocalizada del joc Mikie, que al seu torn era la versió americanitzada d'un joc de Konami anomenat Shinnyūshain Tōru-kun (新入社員とおるくん?) (lit. "Freshman Employee Tōru" ("Freshman Empleat Tōru").)
Konami va fer una cosa similar el 1987 amb el rellançament del arcade Salamander al Japó sota el títol Life Force.

## Exemples
- Animal Crossing - Rellançat al Japó com a "Dōbutsu no Mori e-Plus".
- Biohazard 2: Dual Shock Ver. - Confinat "Mode Versió EUA", com una nova manera de dificultat.
- De La Jet Set Radio -. Reedició amb correccions d'errors, pistes de música addicionals, i nous nivells de les versions localitzades. Aquesta versió només es va vendre al Japó a través de Dreamcast Direct.
- Dirge of Cerberus: Final Fantasy VII International - Inclou tots els canvis de les versions localitzades i afegeix les escenes del mode multijugador de la versió original en japonès.
- Dissidia: Final Fantasy Universal Tuning - Conté tots els canvis i addicions fetes a les versions localitzades i afegeix veus de batalla en anglès i japonès.
- Final Fantasy VII International. - Conté canvis i caps addicionals de les versions localitzades i afegeix un quart disc que conté obres d'art, informació, curiositats i mapes.
- Final Fantasy X International - Inclou veus en anglès i afegeix contingut exclusiu addicional. Aquesta versió també va ser utilitzat per al llançament europeu.
- Final Fantasy X-2 International + Last Mission - Inclou veus en anglès i temes musicals i inclou contingut exclusiu, com una història jugable addicional i la manera de camp de batalla.
- Final Fantasy XII International Zodiac Job System - Inclou veus en anglès i conté contingut addicional de les versions localitzades, a més de contingut exclusiu.
- Final Fantasy XIII International - Inclou veus en anglès i Leona Lewis de "My Hands", tema musical, juntament amb una manera fàcil i una fullet amb contingut addicional. Aquesta versió va ser llançat per a Xbox 360 només, debutant aquesta versió al Japó.
- Kingdom Hearts: Final Mix - Inclou els caps addicionals, veus en anglès, i el nou nivell de dificultat de la versió localitzada i afegeix contingut exclusiu.
- Kingdom Hearts II: Final Mix+ - Inclou les veus en anglès i edicions de contingut de les versions traduïdes i afegeix el contingut addicional i un segon disc que conté una nova versió PS2. de Kingdom Hearts: Chain of Memories.
- Kingdom Hearts Birth by Sleep Final Mix - Inclou veus en anglès i contingut addicional de les versions localitzades i afegeix caps addicionals, maneres i continguts.
- Life Force - Rellançament de l'arcade de Salamander usant el títol d'Amèrica del Nord.
- Metal Gear Solid: Integral - Inclou veus en anglès i modes de dificultat addicionals juntament amb contingut exclusiu i un tercer disc que conté 300 VR missions.
- Metal Gear Solid 2: Substance - Inclou veus en anglès, i el contingut de l'argument addicional i missions VR. Un minijoc especial de skate es va incloure en només la versió PS2.
- Metal Gear Solid 3: Subsistence - Inclou contingut addicional i multijugador.
- Mikie: High School Graffiti - Rellançament de l'arcade de Shinyûshain Toru-kun basat en el títol d'Amèrica del Nord.
- Shadow Hearts 2: Director's Cut - Reedició japonesa amb contingut addicional i canvis de joc.
- US Shenmue - Inclou veus angleses.
- Sonic Adventure Internacional - Reedició japonesa que compta amb tots els canvis a nivell internacional.
- Star Ocean 3: Till the End of Time - Versió millorada del joc original amb personatges addicionals, contingut i la manera de batalla de 2 jugadors. Aquesta versió va ser traduïda al nord-americà i estrenada a Europa.
- Star Ocean: The Last Hope International - Re-edició exclusiva per a PlayStation 3 amb nous continguts. Va ser llançat a Amèrica del Nord i Europa.
- Super Mario USA. - versió japonesa del joc conegut fora del Japó com Super Mario Bros 2.
- Super Mario 64: Shindou Edition - Reedició japonesa que compta amb tots els canvis realitzats a nivell internacional, i amb suport al rumble pak.
- White Knight Chronicles: International Edition - Llançament nord-americà i europeu de la versió japonesa EX Edition del joc.

## Pel·lícules japoneses de monstres
Amb la popularitat de les primeres pel·lícules de Godzilla als Estats Units, Toho Studios del Japó va començar la pràctica que les pel·lícules doblades a Àsia per a l'exportació a l'estranger. Aquestes versions són sovint anomenades "versions internacionals" per fans. La majoria dels distribuïdors nord-americans encarregar seus propis doblatges en anglès, i com a tal, moltes d'elles versió internacional va ser no utilitzat als EUA. En el moment en pel·lícules de monstres japonesos estaven perdent popularitat en la dècada de 1970, les empreses nord-americanes alliberarien versions internacionals de Toho amb les edicions, només l'eliminació d'un llenguatge dur i moments de violència. Amb l'excepció de Godzilla 2000, totes les pel·lícules de Godzilla llançat als Estats Units després de 1985 ha estat una versió internacional encarregat per Toho.
Des de finals de 1990, la majoria de les versions originals dels Estats Units s'han convertit reemplaçat en vídeo per Les versions internacionals de Toho. Pel·lícules Kaiju que s'han llançat en DVD com versions internacionals inclouen Atragon, Godzilla vs. The Sea Monster, Son of Godzilla, Destroy All Monsters, Space Amoeba, and Godzilla vs. Hedorah. Totes aquestes pel·lícules van ser llançats originalment als Estats Units amb versions doblades creats per Titra Studios (posteriors Titan Productions).